# Kunratice (Prague)
Kunratice est un quartier de Prague situé dans le sud de la capitale tchèque, appartenant à l'arrondissement de Prague 4, d'une superficie de 810 hectares. En 2008, la population était de 8089 habitants. 
La première mention écrite de Kunratice date du XIIIe siècle. La ville est devenue une partie de Prague en 1968.

En 1990, un buste en bronze de TGM, l’œuvre du sculpteur Vincenzo Makovský de 1935 (deux fois enlevé en 1940 et 1950) a été restauré sur la place centrale du président Masaryk.